# Лиштеава (Долж)
Лиштеава (рум. Lișteava) насеље је у Румунији у округу Долж у општини Островени. Oпштина се налази на надморској висини од 42 m.

## Становништво
Према подацима из 2002. године у насељу је живело 1708 становника.

### Попис2002.
| Расподела становништва по националности 2002.‍ | Расподела становништва по националности 2002.‍ | Расподела становништва по националности 2002.‍ | Расподела становништва по националности 2002.‍ | Расподела становништва по националности 2002.‍ |
| --------------------------------------------- | --------------------------------------------- | --------------------------------------------- | --------------------------------------------- | --------------------------------------------- |
|                                               |                                               |                                               |                                               |                                               |
| Румуни                                        | Румуни                                        |                                               | 1.328                                         | 77,8%                                         |
| Роми                                          | Роми                                          |                                               | 380                                           | 22,2%                                         |